# Главни усташки стан
Главни усташки стан или скраћено ГУС је био владајући орган усташке странке у Независној Држави Хрватској а сазвао га је поглавник Анте Павелић.

## Успостављање
Усташки емигранти живели су у разним земљама, али од 1929. године најзначајнија и најбројнија група усташких емиграната била је у Италији и предводио ју је Павелић.
Главни усташки стан настао је из хрватског исељеничког уреда (Хрватска емигрантска канцеларија) који је Павелић основао у Милану, а њом је управљао Станко Храниловић (користио псеудоним Станко Ђурић) и био један од најближих Павелићевих сарадника у то време. Групу усташа у Италији чинило је око 500 емиграната. Главни усташки стан првобитно је био стациониран у Бовењу.

## Организација
Главни усташки стан чинили су поглавник, Доглавничко веће, Побочнички збор и повереници. Претпоставља се да је пре Другог светског рата само Миле Будак био постављен за доглавника, 1934. године, Марко Дошен за председника Доглавничког већа.
Веће заменика начелника државе (Двоглавничко веће), тело Главног усташког стана било је у једном тренутку састављено од највише дванаест доглавника (заменика поглавара) и највише седам поглавних побочника. У мају 1941. године Павелић је потписао закон који ме Главни усташки стан дефинисао као врховни орган усташке организације.

### Доглавничко веће
У марту 1941. године, чланови Доглавничког већа били су : 
- Андрија Бетлехем
- Миле Будак
- Марко Дошен
- Славко Кватерник
- Лука Лешић
- Стјепан Матијевић
- Адемага Мешић

### Побочнички збор
Осим доглавника и њиховог већа, Главни усташки стан имао је чланове који су били побочници и који су чинили своје веће (Побочнички збор), чији су чланови били :
- Блаж Лорковић
- Иван Оршанић
- Иван Јавор
- Мијо Бзик
- Алија Шуљак
- Мира Врличак-Дугачки
- Вјекослав Блашков
- Хакија Хаџић

### Повереници
Поред поглавника, његових заменика и ађутаната, руководство усташке организације имало је и поверенике које је постављао поглавник. Разликовали су се повереници Главног усташког стана од повереника који су привремено именовани као привремена власти, ради успостављања хрватске контроле над одређеним крајевима.
Чланови повереника Главног усташког стана били су :
- Зденко Блажековић, повереник за физичко васпитање и спорт[17]
- Божо Церовски, повереник за унутрашње послове и безбедност[18]
- Еуген Дидо Кватерник
- Вјекослав Лубурић
- Вилко Пећникар
- Бранко Рукавина
- Фране Милетић
- Анте Штитић
- Владо Сингер
- Владо Херцег
- Владо Јонић
- Фрањо Ласло
- Александар Зајц
- Данијел Црљен, повереник за образовање и пропаганду[19]
- Шиме Цвитановић[20]
- Мира Врличак Дугачки[21]
- Драган Дујмовић[22]
- Томиша Гргић[23]
- Маријан Шимић[24]
- Никола Јуришић[25]
- Мато Јагодић[26]
- Иван Преград[26]